# 范文
范文（？—349年）是占城第二王朝的建立者，336年至349年在位。
范文原為東晉日南郡西卷縣元帥范稚家的奴隸。相傳他年輕的時候，有一次牧牛於山中，在山澗中獲鯉魚二頭，化而為鐵，范文用以鑄刀。刀鑄成後，范文向一塊石頭禱告曰：「若斫石破者，文當王此國。」用刀砍石，石頭果然像枯草一樣被砍碎。從此以後，范文開始野心勃勃。
范稚經常派商人前往林邑國都做買賣，范文也常常隨同前往。范文教林邑王范逸建造宮殿、城市，製造兵車器械，因此得到范逸的寵任，封為將軍。范文趁機在范逸面前說諸王子的壞話。諸王子為了避禍，紛紛流亡國外。
336年（東晉咸康二年），范逸病死。范文以歸國即位為誘餌，將諸王子騙回國中，全部毒死。隨後范文登上王位，將范逸的妻妾全部據為己有。
范文即位後，先後攻滅大岐界、小岐界、式僕、徐狼、屈都、乾魯、扶單等國，擁有四五萬人馬，又遣使向晉成帝朝貢。
347年（永和三年），范文率軍攻佔東晉的日南郡，殺死太守夏侯覽等五六千人，並遣使告交州刺史朱蕃，要求以日南郡北部的橫山為界。朱蕃不許，派督護劉雄駐守日南郡，又被范文擊敗。次年，范文率軍進攻九真郡，大肆屠殺。
349年，東晉派征西督護滕畯率交州、廣州之兵討伐范文。兩軍戰於盧容，晉軍又被范文打敗，退守九真郡。同年范文病死，子范佛立。

## 腳注
1. ↑  出自《梁書卷五十四·諸夷·林邑國》。《晉書》中記載的是：「鯉魚變化，冶成雙刀，石嶂破者，是有神靈。」
2. ↑  《梁書卷五十四》：「及王死無嗣，文偽於鄰國迓王子，置毒於漿中而殺之，遂脅國人自立。」

## 外部連結
| 前任： 范逸 | 林邑國國王 336年—349年 | 繼任： 范佛 |